# Santa Margarida de Benavent de la Conca
Santa Margarida de Benavent de la Conca és l'església parroquial del poble de Benavent de la Conca, cap de l'antic municipi homònim i integrat en el d'Isona i Conca Dellà el 1970. És una obra inclosa a l'Inventari del Patrimoni Arquitectònic de Catalunya.

## Descripció
Església renaixentista d'una sola nau amb coberta de dues aigües, de teula àrab. La façana de ponent en un gran contrafort amb una espadanya de dos ulls. El portal, d'arcada de mig punt, està situat al mur de migdia on s'aprecien el carreus reblats vistos, arrebossats a les altres façanes. El 1633 és la data que consta a la clau de la porta.
Al Museu Nacional d'Art de Catalunya es conserven dos interessants elements romànics de l'ornamentació interior de l'església: una taula de baldaquí, i un frontal d'altar. La taula de baldaquí presenta un Crist en Majestat, mentre que el frontal d'altar presenta també el Crsit en Majestat, però acompanyat dels símbols dels quatre evangelistes i dels dotze apòstols. Totes dues són del segle xiii, més primitiu el baldaquí, més tardà (pot arribar a ser del xiv) el frontal d'altar.

## Història
L'església està àmpliament documentada al llarg dels segles, des del 1068 (testament d'Arsenda, muller d'Arnau Mir de Tost), fins a visites pastorals del segle xviii. Tingué sempre categoria parroquial, i en depenia l'església de Mont-repòs de Montadó.
És un temple originalment romànic, del qual actualment en queda poca cosa. A partir de mitjan segle xviii comença a rebre diverses afectacions que la transformaren completament. Es conserven alguns elements, de l'edifici primitiu, com la major part del mur nord, però la nau, els absis, la sagristia, etcètera, foren refets del tot. Actualment és d'una sola nau rectangular, i la majoria de parets són de l'obra del xviii.